# ボックスビュート郡 (ネブラスカ州)
ボックスビュート郡 (ボックスビュートぐん、英: Box Butte County) はアメリカ合衆国ネブラスカ州に位置する郡である。2000年現在、人口は12,158人である。ここの郡庁所在地はアライアンスである。

## 地理
アメリカ合衆国統計局によると、この郡は総面積2,792 km2 (1,078 mi2) である。このうち2,785 km2 (1,075 mi2) が陸地で7 km2 (3 mi2) が水地域である。総面積の0.24%が水地域となっている。

## 人口動勢
| ボックスビュート郡 10年ごとの人口 |
| --- |
| 1890年 - 5,494人 1900年 - 5,572人 1910年 - 6,131人 1920年 - 8,407人 1930年 - 11,861人 1940年 - 10,736人 1950年 - 12,279人 1960年 - 11,688人 1970年 - 10,094人 1980年 - 13,696人 1990年 - 13,130人 2000年 - 12,158人 |

2000年現在の国勢調査で、この郡は人口12,158人、4,780世帯、及び3,298家族が暮らしている。人口密度は4/km2 (11/mi2) である。2/km2 (5/mi2) の平均的な密度に5,488軒の住居が建っている。この郡の人種的構成は白人90.84%、アフリカン・アメリカン0.37%、先住民2.74%、アジア0.53%、太平洋諸島系0.01%、その他の人種3.55%、及び混血1.96%である。人口の7.65%がヒスパニックまたはラテン系である。
この郡内の住民は28.10%が18歳未満の未成年、18歳以上24歳以下が7.40%、25歳以上44歳以下が26.80%、45歳以上64歳以下が23.10%、及び65歳以上が14.60%にわたっている。中央値年齢は38歳である。女性100人ごとに対して男性は99.20人である。18歳以上の女性100人ごとに対して男性は94.60人である。
この郡の世帯ごとの平均的な収入は39,366米ドルであり、家族ごとの平均的な収入は46,670米ドルである。男性は36,966米ドルに対して女性は21,762米ドルの平均的な収入がある。この郡の一人当たりの収入 (per capita income) は18,407米ドルである。人口の10.70%及び家族の9.70%は貧困線以下である。全人口のうち18歳未満の13.70%及び65歳以上の11.00%は貧困線以下の生活を送っている。

## 都市及び村
- アライアンス (Alliance)
- Hemingford